# (73158) 2002 GN138
(73158) 2002 GN138 – planetoida z pasa głównego asteroid okrążająca Słońce w ciągu 4,23 lat w średniej odległości 2,62 j.a. Odkryta 12 kwietnia 2002 roku.